# Maren Weingarz
Maren Weingarz (* 16. Oktober 1994 in Adenau) ist eine deutsche Fußballspielerin, die seit 2016 für die SG 99 Andernach spielt.

## Karriere
Weingarz begann im Alter von vier Jahren mit dem Fußballspielen und spielte zunächst in der Jungenmannschaft des SV Wershofen, welche von ihrem Vater trainiert wurde. Im Juli 2004 wechselte die damals neunjährige Weingarz in die Jugendabteilung des SC 07 Bad Neuenahr. Dort kam sie ab der B-Jugend erstmals kontinuierlich zum Einsatz und gehörte ab der Saison 2010/11 zum Kader der zweiten Mannschaft, mit der ihr im Sommer 2011 der Aufstieg von der Regionalliga Südwest in die 2. Bundesliga Süd gelang.
Ihre erste Partie für Bad Neuenahrs erste Mannschaft bestritt Weingarz am 24. Oktober 2010, als sie in der 63. Minute im DFB-Pokal-Achtelfinalspiel gegen den 1. FC Saarbrücken für Marie Pyko eingewechselt wurde. Bad Neuenahr gewann mit 7:0. Den ersten Einsatz in der Bundesliga hatte sie bei der 2:5-Niederlage gegen Turbine Potsdam am 15. Februar 2011, als sie in der 87. Minute für Nadine Rolser eingewechselt wurde. In der Sommerpause 2011 kam sie zudem fünfmal im Rahmen des Bundesliga-Cups zum Einsatz. Kurz zuvor hatte sie mit der Auswahl des Fußballverbands Rheinland den U-20-Länderpokal gewonnen. In den Saisons 2011/12 und 2012/13 kam Weingarz hauptsächlich für Bad Neuenahrs zweite Mannschaft zum Einsatz und lediglich zu einem weiteren Kurzeinsatz in der Bundesliga. Nach dem Bundesligaabstieg Bad Neuenahrs im Sommer 2013 gehörte die Mittelfeldspielerin in der Saison 2013/14 wieder zum Kader der ersten Mannschaft, stieg mit dem Nachfolgeverein SC 13 Bad Neuenahr im Sommer 2014 jedoch in die Regionalliga Südwest ab.
Daraufhin wechselte sie zur Zweitvertretung des 1. FC Köln in die Regionalliga West. Im Frühjahr 2015 bestritt sie ihre ersten Partien für Kölns erste Mannschaft und stieg mit dieser Mannschaft als Meister der 2. Bundesliga Süd in die Bundesliga auf. Im Jahr 2016 wechselte Weingarz zur SG 99 Andernach und wurde mit der Mannschaft in der Saison 2016/17 Meister der Regionalliga Südwest und stieg in die 2. Bundesliga auf. Nach dem direkten Abstieg aus der zweiten Liga folgte 2019 der erneute Aufstieg in die zweithöchste Spielklasse.

## Sonstiges
Maren Weingarz war Schülerin am Erich-Klausener-Gymnasium in Adenau, das sie 2014 mit dem Abitur abschloss. Sie hat einen jüngeren Bruder.

## Erfolge
- Meister der 2. Frauen-Bundesliga (1): 2014/15
- Meister der Fußball-Regionalliga Südwest (3): 2010/11, 2016/17, 2018/19
- U20-Länderpokalsieger 2011 mit der Rheinlandauswahl[1]